# YAHHO!!
「YAHHO!!」（ヤッホー）は、堀江由衣の11枚目のシングル。2009年8月26日にスターチャイルドから発売された。

## 概要
本作は、シングルでは自身初となる作詞・作曲を手掛けている。初回限定盤と通常盤の2形態で発売され、前者には「YAHHO!!」のミュージック・クリップを収録したDVDが同梱されており、これは後に『Yui horie CLIPS 2』にも収録された。
表題曲「YAHHO!!」は、テレビ東京系列放映のテレビアニメ『かなめも』のエンディングテーマになっているが、実際に使用されたのは「YAHHO!! かなめもVer.」である。かなめもVer.とシングル収録（オリジナル音源）とでは、バックコーラスが異なる。かなめもVer.については、9月9日に発売された『かなめろ』に収録された。なお、タイトルがポータルサイトの「Yahoo!」と似ているため、間違われる場合があるという。

## 収録曲
1. YAHHO!! [3:59]
作詞・作曲：堀江由衣 編曲：大川茂伸
2. daisy [3:42]
作詞：只野菜摘 作曲・編曲：AKIRASTAR
3. YAHHO!! （off vocal ver.）
4. daisy （off vocal ver.）

DVD（初回限定盤のみ）
1. YAHHO!! （MUSIC CLIP）

## タイアップ
| 曲名    | タイアップ                           |
| ------- | ------------------------------------ |
| YAHHO!! | アニメ『かなめも』エンディングテーマ |

## 収録アルバム
| 曲名    | 収録アルバム   | 発売日        | 備考                  |
| ------- | -------------- | ------------- | --------------------- |
| YAHHO!! | 『秘密』       | 2012年3月7日  | 8thオリジナルアルバム |
| YAHHO!! | 『BEST ALBUM』 | 2012年9月20日 | 2ndベストアルバム     |
| daisy   | アルバム未収録 |               |                       |